# Перселл (Міссурі)
Перселл (англ. Purcell) — місто (англ. city) в США, в окрузі Джеспер штату Міссурі. Населення — 318 осіб (2020).

## Географія
Перселл розташований за координатами 37°14′36″ пн. ш. 94°26′22″ зх. д. / 37.24333° пн. ш. 94.43944° зх. д. (37.243297, -94.439445).  За даними Бюро перепису населення США в 2010 році місто мало площу 1,13 км², уся площа — суходіл.

## Демографія
Згідно з переписом 2010 року, у місті мешкало 408 осіб у 142 домогосподарствах у складі 108 родин. Густота населення становила 362 особи/км².  Було 162 помешкання (144/км²).
Расовий склад населення:
| - 94,4 % — білих - 2,2 % — корінних американців - 1,5 % — чорних або афроамериканців |

До двох чи більше рас належало 2,0 %. Частка іспаномовних становила 0,7 % від усіх жителів.
За віковим діапазоном населення розподілялося таким чином: 30,4 % — особи молодші 18 років, 59,8 % — особи у віці 18—64 років, 9,8 % — особи у віці 65 років та старші. Медіана віку мешканця становила 32,6 року. На 100 осіб жіночої статі у місті припадало 86,3 чоловіків;  на 100 жінок у віці від 18 років та старших — 94,5 чоловіків також старших 18 років.
Середній дохід на одне домашнє господарство  становив 48 659 доларів США (медіана — 42 031), а середній дохід на одну сім'ю — 53 191 долар (медіана — 50 000). За межею бідності перебувало 22,4 % осіб, у тому числі 26,0 % дітей у віці до 18 років та 20,0 % осіб у віці 65 років та старших.
Цивільне працевлаштоване населення становило 148 осіб. Основні галузі зайнятості: виробництво — 20,3 %, освіта, охорона здоров'я та соціальна допомога — 16,9 %, роздрібна торгівля — 12,2 %, будівництво — 10,8 %.